# 니시카와 신야
니시카와 신야(일본어: 西川 慎也, 1974년 6월 12일 ~ )는 일본의 전 축구 선수이다.

## 구단 경력
1993년 J1리그의 요코하마 마리노스에 입단했다. 1995년에 J1리그 우승을 차지했다. 1995년후 현역 은퇴.